# Polykonické zobrazení

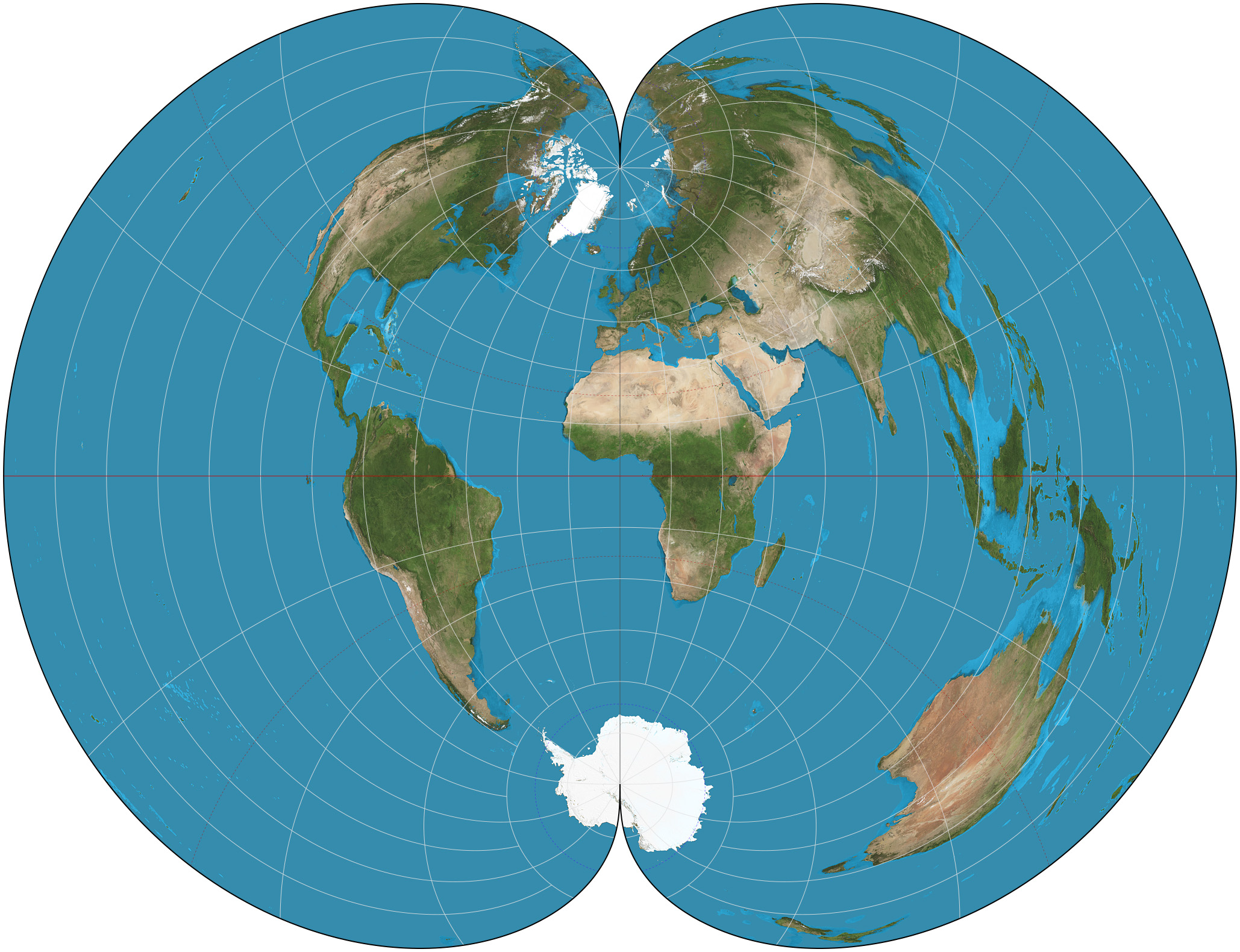
Americké polykonické zobrazení světa

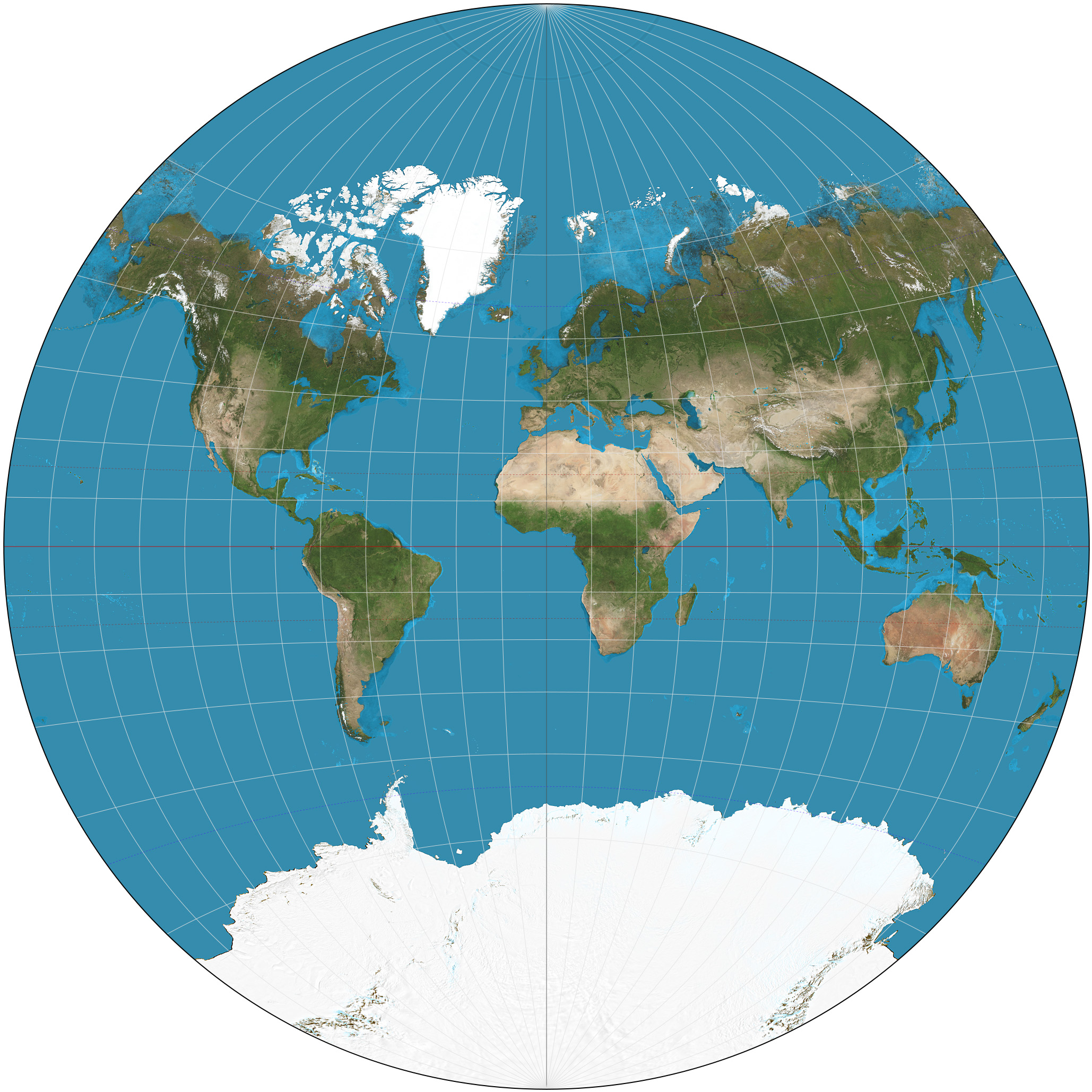
Van der Grintenovo zobrazení světa

Polykonická zobrazení můžeme chápat jako řadu k sobě přiřazených rozvinutých kuželových plášťů, které se dotýkaly referenční koule ve více rovnoběžkách. Podstatou jejich odvození byla snaha zmenšit v určitém směru kartografická zkreslení, která vznikají při zobrazování územních celků.

## Společné vlastnosti
Základní poledník se zobrazuje jako přímka a je zvolen za osu X. Rovnoběžky se zobrazí jako nesoustředné kružnice poloměru ϱ= f_1 (U)=R  cot⁡U, které zachovávají geodetickou křivost. Středy nesoustředných kružnic leží na ose X ve vzdálenosti h= f_2 (U) od rovníku. Poledníky se zobrazují jako křivky, a to podle podmínek, které můžeme volit. Z geometrického hlediska si můžeme polykonické zobrazení představit tak, že rozdělíme zobrazované území na nekonečně mnoho malých rovnoběžkových vrstev, každá střední zeměpisná rovnoběžka této vrstvy se zobrazuje na zvláštní kužel v normální poloze, který se podél střední rovnoběžky Země dotýká.
Každé polykonické zobrazení je dáno rovnicemi:
X=h- ϱ cos⁡ε,

Y=ϱ sin⁡ε,

kde ϱ= f_1 (U)=R  cot⁡U, h= f_2 (U)

### Vztahy pro zkreslení
Ty se odvodí z obrázku, který platí pro dva soumezní body na poledníku. Bod A je dán zeměpisnými souřadnicemi (U, V) na kouli a souřadnicemi (h, ϱ,ε) v rovině polykonického zobrazení. Bod B je dán zeměpisnými souřadnicemi (U + dU) na kouli a souřadnicemi (h-δh/δU dU),(ϱ-δϱ/δU dU),(ε+δε/δU dU) v rovině polykonického zobrazení.

## Příklady zobrazení

### Hasslerovo (americké polykonické) zobrazení
Navrhl ho v 19. století Ferdinand Rudolph Hassler. Obrazy rovníku a základního poledníku jsou délkojevné, obrazy pólů bodové. Rovnoběžky se zobrazují jako délkojevné kruhové oblouky, omezené úhly. Pro jejich poloměry ϱ platí zobrazovací rovnice ϱ=r∙tgδ. Vzdálenosti y_0 jejich středů od obrazu rovníku se musí vypočítat pro každou rovnoběžku zvlášť podle vzorce y_0=ϱ+arc φ. Mapa světa má tvar jablka. Pro velké zkreslení v okrajových částech se používá výhradně ve výřezech v blízkém okolí základního poledníku. Zobrazení není vhodné pro mapy světa.

#### Zobrazovací rovnice
h=R cot⁡U+RU=R(cot⁡U+U)

ε=V sin⁡U

ϱ=Rcot U

#### Rovnice zkreslení
tg Θ=(ε-sin⁡ε)/(cos⁡ε-sec^2⁡U) 

m_p=(1+2 cot^2⁡U 〖sin〗^2  ε/2)  sec⁡Θ

P=(1+2 〖cot〗^2 U〖sin〗^2  ε/2)

Úpravou Hasslerova zobrazení, při níž se zobrazovací rovnice pro ϱ a y_0 ponechají a vzorec pro λ^, nahradí rovnicí tg λ^,/2=arc λ∙cos⁡δ, vznikne tzv. anglické polykonické zobrazení. Toto zobrazení je ortogonální, nemá však již délkojevné obrazy rovnoběžek. Mapa světa připomíná zploštělé jablko.

### CNIIGAiK
Rovník a základní poledník se zobrazují jako přímky, poledníky a rovnoběžky jako konkávní křivky k základnímu poledníku nebo pólům. Samotné póly se zobrazují jako křivky. Síť poledníků je symetrická k základnímu poledníku, síť rovnoběžek je symetrická k rovníku. 
Vznikla zvláštním postupem: pro několik bodů okrajového poledníku zkusmo vyhotoveného náčrtu sítě se zhruba určila zkreslení. Totéž se provedlo u dalších náčrtů. Nejpříznivější hodnoty zkreslení byly dosazeny do polynomů, jejichž pomocí byly vypočteny průsečíky výsledného obrazu zeměpisné sítě. Zobrazení nemá zobrazovací rovnice a sestrojuje se podle tabelovaných pravoúhlých souřadnic x, y. Obrazy polů i rovnoběžek jsou nesoustředěné kruhové oblouky se středy na přímkovém obrazu základního poledníku.

## Kruhová zobrazení
K polykonickým zobrazením se přiřazují také některá kruhová zobrazení. Ty, kde se poledníky a rovnoběžky zobrazují ve tvaru nesoustředných kružnic, ze kterých některé (základní poledník a rovník) mají nekonečně velký poloměr křivosti a zobrazují se jako přímky.

### Nicolosiho kruhové zobrazení
Použil v roce 1660 G. B. Nicolosi. Na první pohled připomíná Postelovo zobrazení v příčné poloze. Lze v něm zobrazit pouze jednu polokouli. Jeho předností je snadná konstrukce, která jej předurčuje k rychlým náčrtům potřebným při školní výuce. Obraz polokoule leží v kruhu o poloměru πr/2, vymezeném obrazy okrajových poledníků. Obrazy těchto poledníků a délkojevné přímkové obrazy základního poledníku a poloviny rovník se rozdělí na stejné díly v žádaných intervalech ∆φ a ∆λ. Obrazy rovnoběžek se získají tak, že se dělicími body stejné zeměpisné šířky na všech obrazech poledníků vedou kružnice se středy na prodlouženém obrazu základního poledníku. Obrazy poledníků se zkonstruují podobně proložením kružnic vždy oběma bodovými obrazy pólů a jednoho bodu na rovníku; jejich středy leží na prodlouženém obrazu rovníku.

### Grintenovo zobrazení
Zobrazuje celý svět ve tvaru kruhu o poloměru k = πr. Obrazy poledníků se konstruují buď stejně jako Nicolosiho zobrazení, nebo je lze vypočítat z rovnice:
ϱ_P=k 1/sin⁡〖λ^,〗, kde tg λ^,/2=λ/(180°)
Rovnoběžky se zobrazují jako nesoustředěné kružnice se středy na prodlouženém obrazu základního poledníku, který dělí na nestejné, od rovníku k pólu rychle se zvětšující díly. Jejich poloměry ϱ_R se určí z rovnice:
ϱ_R=(k^3-d^3)/〖2d〗^2, kde d=k∙(90√(〖90〗^2-φ^2)) /φ
Vzdálenost středů kružnic od obrazu rovníku se vypočte ze vztahu y_0=d+ϱ_R 
V mapách světa obdélníkového formátu se nejvíce zkreslené oblasti vysokých zeměpisných šířek ořezávají, naopak prázdné rohy obdeníku se vyplňují pokračováním obrazu zeměpisné sítě, takže některá území jsou zobrazena dvakrát (oblasti Čukotky a Aljašky).